# Churriguereszk stílus
A churriguereszk stílus, más szóval churriguerizmus vagy csurrigerizmus, (kb. 1690–1750) a spanyol építészetben a barokk tetőpontja volt. Spanyolországban, elsősorban Kasztíliában terjedt el. A stílus a gyarmatosítás következtében Mexikóban is meghonosodott.

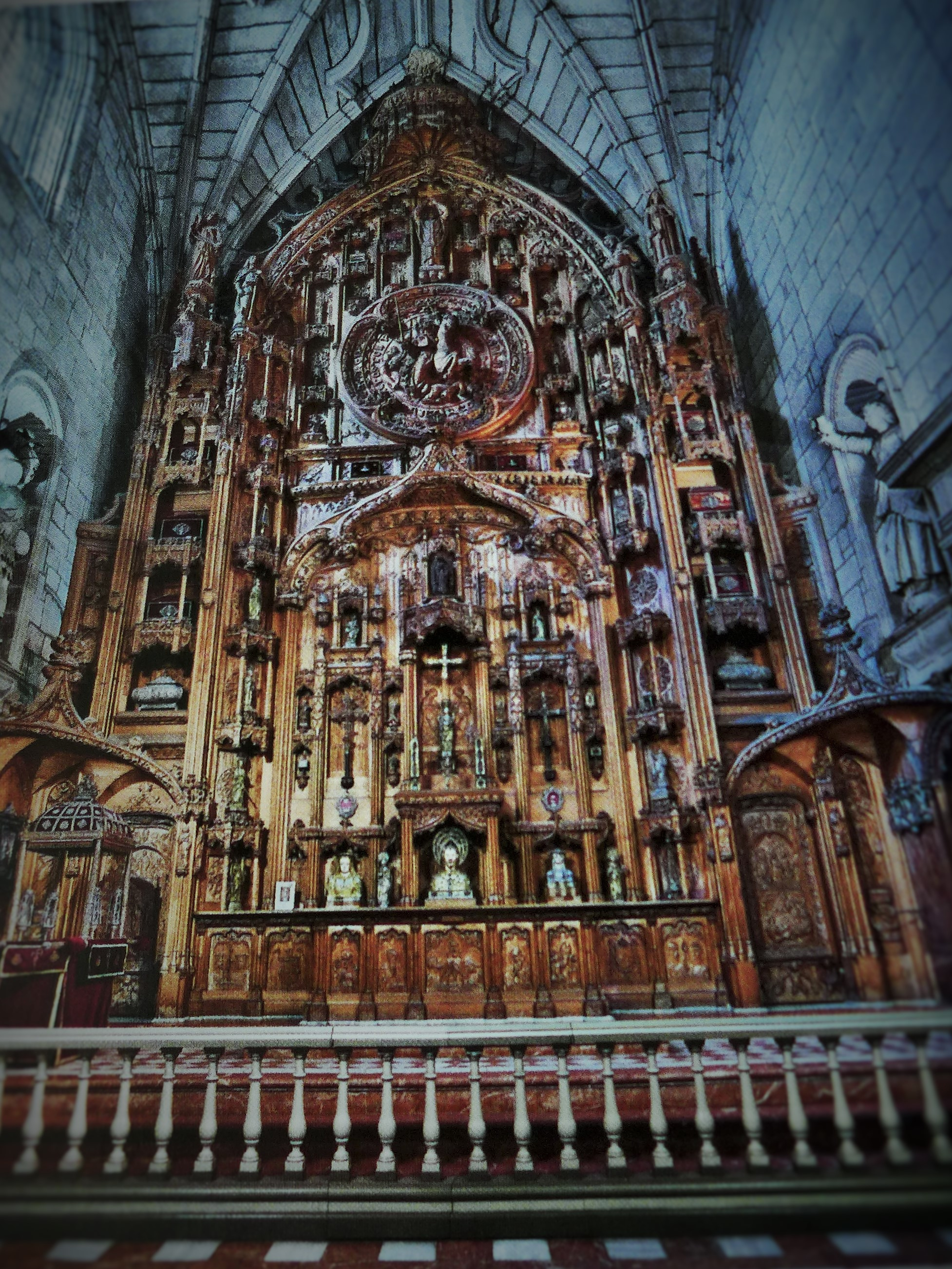
Santiago de Compostela: Churriguereszk retabló

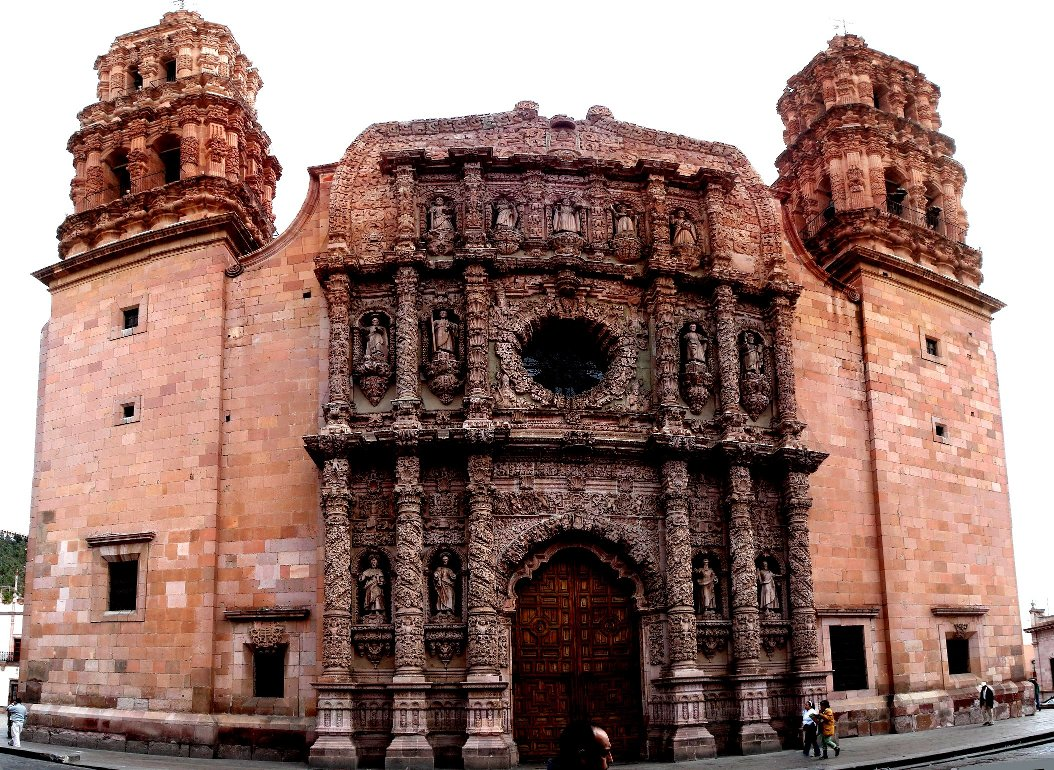
A churriguereszk stílusban épült Nagyboldogasszony-székesegyház a mexikói Zacatecasban

Churriguereszk retabló

## Nevének eredete
A stílusnév a spanyolországi Churriguera család nevéből alakult ki.
Nevét a Churriguera testvérekről, José Benito de Churriguera spanyol szobrász-építészről (1665–1725), valamint Joaquín de Churriguera (1674–1724) és Alberto de Churriguera (1676–1750) építészekről kapta.

## Jellemzése
A késő barokk pazar formanyelvű, buja gazdagságú stílusa volt, a növényi és egyéb díszítő elemeket zsúfolta. Jellemzői a csavart oszlopok és a hullámzó homlokzat. Tulajdonképpen csak az épületek díszítésében és a tabernákulumok, retablók faragványaiban nyilvánult meg.